# VSmart Joy 2+
VSmart Joy 2+ là điện thoại di động thông minh được thiết kế, phát triển và giới thiệu ra thị trường ngày 19 tháng 9 năm 2019 bởi Công ty cổ phần nghiên cứu và sản xuất VinSmart, một thành viên tập đoàn Vingroup như là sự tiếp nối của VSmart Joy 1+.

## Mô tả, thông số kỹ thuật

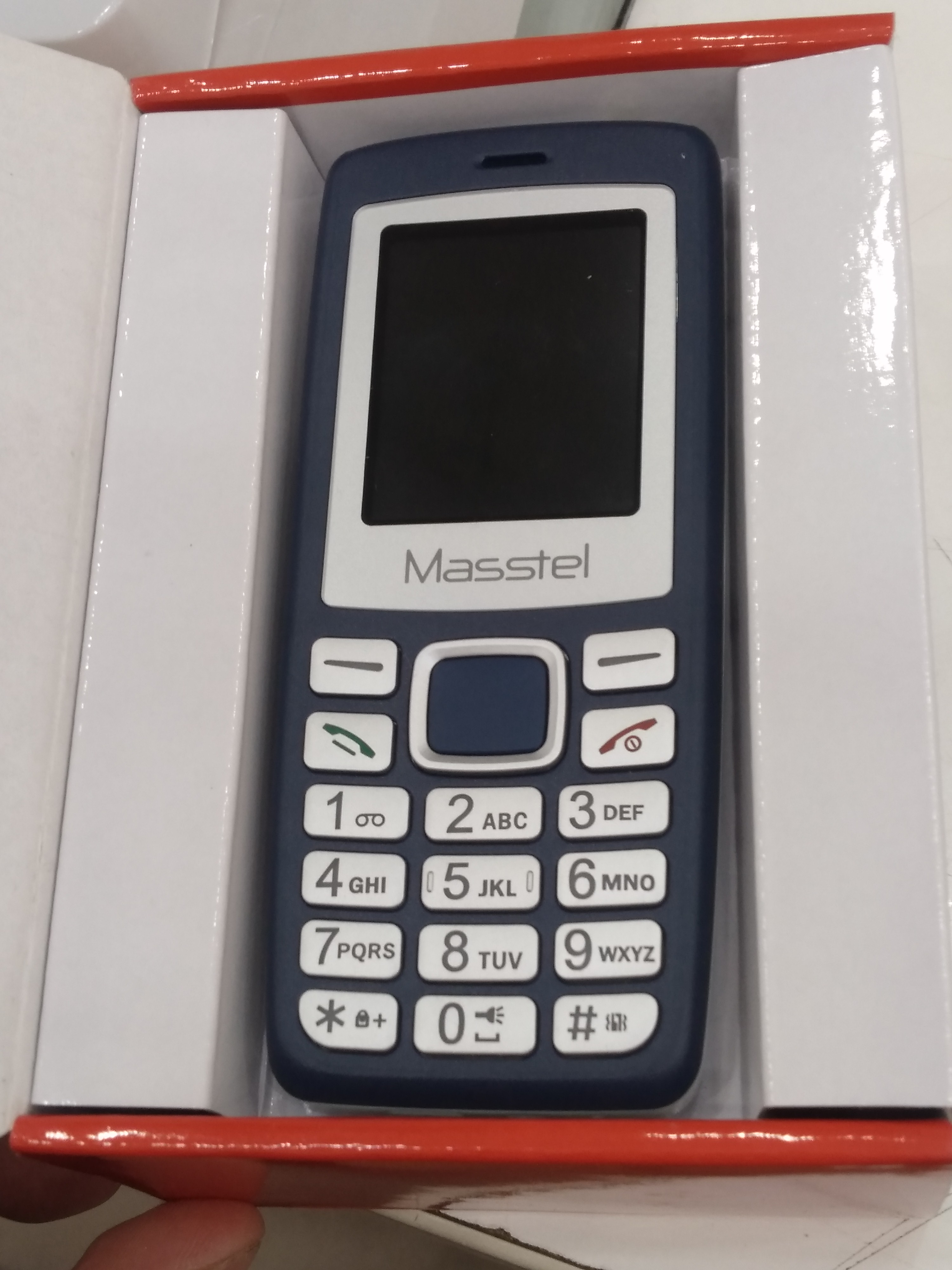
Điện thoại Masstel Izi 120 chụp bằng vi:VSmart Joy 2+

VSmart Joy 2+ có kích thước 157 x 76 x 8.7 mm. Trọng lượng 176 g. Màn hình 6,2 inch HD+ 720 x 1520 - 271 ppi, tỉ lệ 19:9, LCD IPS waterdrop display, 2.5D, cảm ứng đa điểm (5 điểm điện dung). CPU "Qualcomm® Snapdragon™ 450 8 nhân tối đa 1.8 GHz, 14 nm. Chip đồ họa Qualcomm® Adreno™ 506 Lên đến 650 MHz. Hệ điều hành Android™ 9.0 Pie™. Bộ nhớ trong 32 GB. RAM 2 / 3 GB. Pin 4500mAh, QuickCharge 3.0. Camera sau kép 13 MP ƒ/2.0 + 5 MP ƒ/2.4, camera trước 8 MP, ƒ/2.2. Joy 2+ được giới thiệu tới thị trường Nga ngày 3 tháng 10 năm 2019.

## Đón nhận
Vingroup đã dùng VSmart Joy 2+ để tặng miễn phí cho cư dân các khu đô thị VinHomes